# Annette
Annette (eller Anette) er et dansk pigenavn, også kendt fra en række andre sprog.
Ved indgangen til år 2007 var der i Danmark registreret 17.451 kvinder med navnet Annette mod 15.889 med navnet Anette.

## Kendte kvinder med navnet
- Anette Harboe Flensburg, dansk kunstner
- Anette Støvelbæk, dansk skuespiller
- Annette Bening, amerikansk skuespiller
- Annette Heick, dansk sanger
- Annette Katzmann, dansk skuespiller
- Annette Klingenberg, dansk sanger
- Annette K. Olesen, dansk filminstruktør
- Anette Toftgaard, dansk tv-vært